# Halina Chrostowska

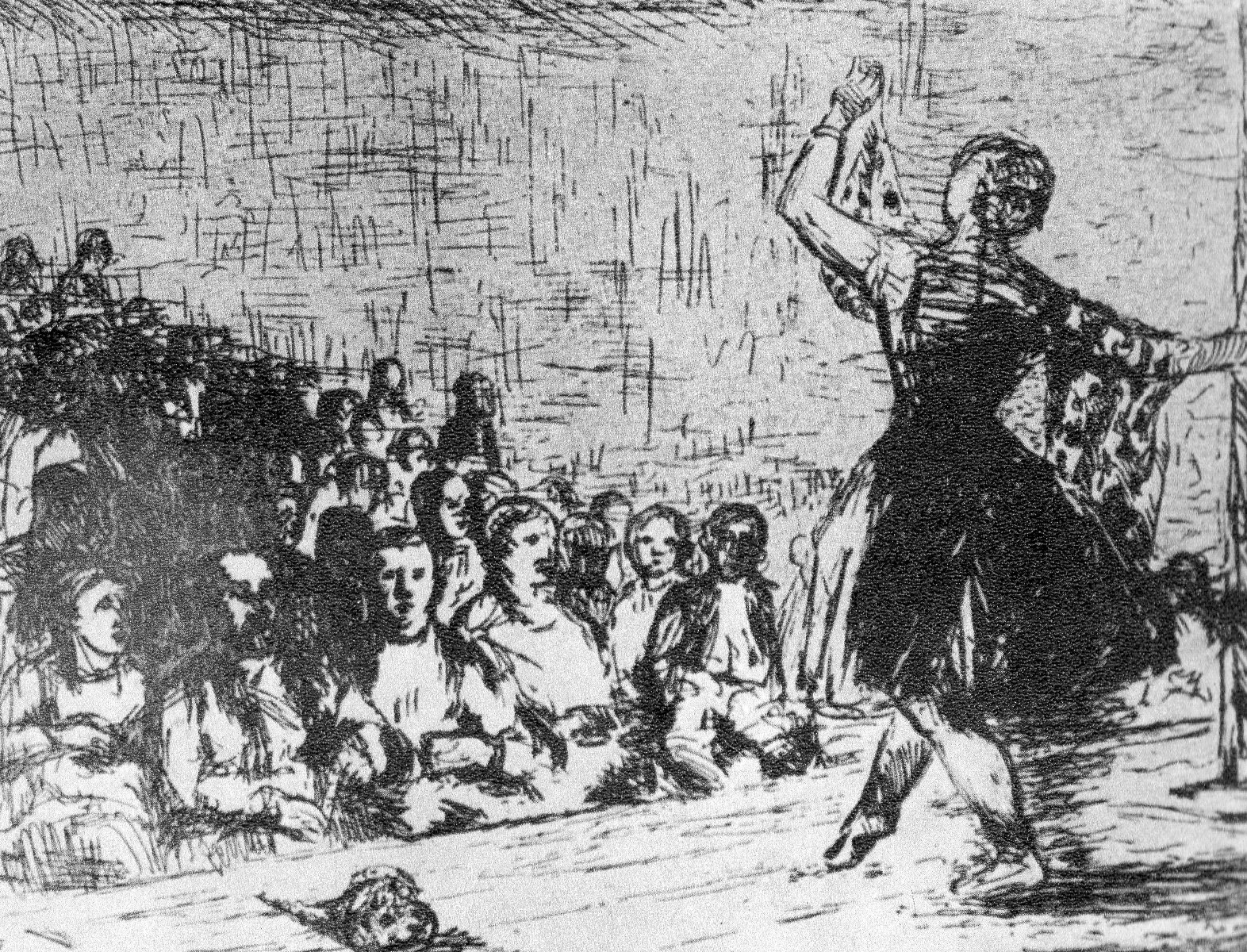
Cykl P.G.R. Obraz W świetlicy (1954)

Halina Chrostowska (ur. 25 lipca 1929 w Warszawie, zm. 22 kwietnia 1990 tamże) – graficzka, rysowniczka, pedagog, działaczka artystyczna.

## Życiorys
Urodziła się w rodzinie Stanisława Ostoi-Chrostowskiego i Anny (1897–1978). W latach 1946–1950 studiowała w warszawskiej ASP: grafikę w pracowni prof. Tadeusza Kulisiewicza oraz malarstwo w pracowni prof. Jana Cybisa. Od 1950, niemal do śmierci, pracowała na tej uczelni jako pedagog. W latach 1962–1989 kierowała pracownią grafiki warsztatowej i brała udział w działaniach Związku Polskich Artystów Plastyków.
Debiutanckie prace zgodne z doktryną socrealizmu, krótko potem zastąpiła pasja do poszukiwań formalnych i technicznych. Początkowo eksperymenty objęły przede wszystkim fakturę czarno-białej odbitki graficznej, np. w cyklach Astralny (1957) lub Komedianci (1961–1963). Artystka łączyła różne techniki druku – trawione płyty metalowe z linorytami i drzeworytami. Od 1968 roku tworzyła grafiki barwne – jak w cyklach Portrety, czy Figury – zacierając stopniowo granice między grafiką a malarstwem. Na skutek zatrucia oparami kwasu azotowego i związanego z nim uszkodzenia nerwów dłoni, artystka musiała przerwać na długo pracę w dotychczas stosowanych technikach. Halina Chrostowska stworzyła w tym czasie cykl Ręce (połowa lat 70.), na który składają się rysunki przedstawiające dłonie oraz odciski dłoni artystki na metalowych płytach pokrytych lakierem. Od 1977 wykonywała odbitki łączące grafikę z malarstwem i kolażem. Od 1988 wprowadziła do swego warsztatu sitodruk i kontynuowała eksperymenty malarskie.
Zmarła w Warszawie, pochowana na cmentarzu Powązkowskim (kwatera 179-4-23).

## Ordery i odznaczenia
- Złoty Krzyż Zasługi (1955)[6]
- Medal 10-lecia Polski Ludowej (1955)[6]

## Nagrody i wyróżnienia
- wyróżnienie Podkomitetu Literatury i Sztuki Nagrody Państwowej za cykle akwafort: Powstanie Kościuszkowskie, PGR-y i Warszawa (1955)[7]
- II nagroda i srebrny medal w Międzynarodowym konkursie i wystawie, towarzyszącym V Światowemu Festiwalowi Młodzieży i Studentów w Warszawie (1955)
- nagroda Muzeum Ohara (1960)
- I nagroda w II Ogólnopolskim Konkursie na Grafikę Marynistyczną w Malborku za pracę pt. Sternik (1963)[8]
- złoty medal na II Międzynarodowym Biennale Grafiki we Florencji (1970)

Źródło:.